# Ostrov u Bezdružic (hradiště)
Ostrov u Bezdružic je pravěké a raně středověké hradiště asi dva kilometry jihozápadně od stejnojmenné obce v okrese Plzeň-sever. Nachází se nad soutokem Úterského a Blažimského potoka v nadmořské výšce okolo 460 metrů. Jeho areál je chráněn jako kulturní památka ČR.

## Historie
Lokalitu objevili Jaroslav Bašta a Dara Baštová v roce 1982, kdy během malého archeologického výzkumu objevily zlomky mazanice a pravěkých střepů, které neumožnily přesnější datování. Výzkum z roku 1984 umožnil datování osídlení lokality do pozdní doby bronzové, pozdní doby halštatské a do doby hradištní. Bez dalšího výzkumu však nelze určit, ve kterém období bylo postaveno opevnění.

## Stavební podoba
Hradiště o rozloze dva hektary stálo na ostrožně obtékané ze tří stran potoky. Na severozápadě ostrožnu spojuje s okolním terénem sedlo, nad kterým byla postavena první hradba. Val, který se po ní zachoval, je dvanáct metrů dlouhý, deset metrů široký a čtyři metry vysoký. Při stavbě valu byly využity přirozené skalní útvary. O dvacet metrů jižněji šíji přepažuje druhý val, který je devět metrů dlouhý, sedm metrů široký a 1,5 metru vysoký. Na jeho konce navazuje obvodové opevnění dochované především v podobě terasy. Nejlépe je patrné na východní straně. Plocha hradiště byla po jeho zániku poškozena orbou a erozí.